# Zubiena
Zubiena település Olaszországban, Piemont régióban, Biella megyében. Lakosainak száma 1157 fő (2023. január 1.). Zubiena Borriana, Cerrione, Magnano, Mongrando, Sala Biellese és Torrazzo községekkel határos.

## Népesség
A település lakossága az elmúlt években az alábbi módon változott:
| Lakosok száma | 1200 | 1180 | 1157 |
|               | 2017 | 2018 | 2023 |